# يعقوب البار
يعقوب البار والملقب أيضًا أخي الرب (غلاطية 1: 19)، يظن البعض بأنه هو نفسه يعقوب بن حلفى أحد رسل المسيح الإثنا عشر أو يعقوب الصغير. يعتقد بأنه قُتل بسبب تمسكه بإيمانه بيسوع المسيح حوالي عام 62 م، وبحسب التقليد الكنسي فقد كان أول أساقفة أو بطاركة أورشليم وهو كاتب رسالة يعقوب أحد أسفار العهد الجديد. لقب بالبار لما كتب وتناقل عنه وعن زهده الشديد وتقشفه في الحياة.
تعيد له الكنيسة الكاثوليكية في 3 أيار/مايو والكنائس الأرثوذكسية في 23 تشرين الأول/أكتوبر والكنيسة الأنغليكانية في 1 أيار/مايو.

## أخو الرب
تتعدد الآراء حول سبب تسمية يعقوب بأخي الرب (أي أخ يسوع المسيح):
فالبعض يعتقد بأن يوسف النجار قبل أن يخطب العذراء مريم كان أرملا وكان له أولاد من امرأته المتوفاة من بينهم يعقوب وتربى هؤلاء مع يسوع كإخوة، بينما يظن البعض بأنه كان ابن يوسف ومريم وبالتالي أخا حقيقيا ليسوع وهذا الرأي مرفوض من قبل الكنائس الأرثوذكسية والكاثوليكية لإيمانهم بدوام بتولية مريم حتى موتها.
وهناك آراء أخرى تقول بأنه كان ابن كلاوبا ومريم وهذه الأخيرة كانت ابنة خالة مريم أم يسوع (يوحنا 19: 25)، (مرقس 15 :40). وبسبب هذه القربة دعي أخو الرب. فقد كانت هذه العادة دارجة عند اليهود حيث يلقب القريب بالأخ كما كان لوط يدعى أخاً لإبراهيم (تكوين11: 27) بينما كان لوط في حقيقة الأمر ابن أخيه (تكوين 14: 16).
وفي (متى 13: 55) ترد أسماء يعقوب ويوسي وسمعان ويهوذا على أنها أسماء إخوة يسوع، ومن المحتمل جدا أن يكون يعقوب المذكور في الآية السابقة هو نفسه يعقوب البار.

## حياته
بحسب التقليد الكنسي فأن أصول يعقوب البار تنحدر من اليهودية في فلسطين وكان أول أساقفة أورشليم، وكان يعقوب يتمتع بمكانة بارزة في الكنيسة الأولى فبحسب (أعمال الرسل 15: 19-30) لعب يعقوب البار دوراً رئيسياً في تحديد مقررات مجمع الرسل الأول حوالي عام 50م حول قضية الداخلين في المسيحية من غير اليهود والتزامهم أو عدمه بتطبيق شريعة موسى، حيث حدد يعقوب بنفسه ما يتوجب عليهم التقييد به من الناموس وهو (أن يمتنعوا عن نجاسات الأصنام، والزنى، والمخنوق، والدم) (أعمال الرسل 15: 20).
وفي (أعمال الرسل 21: 18 -20) يبين كاتب السفر مكانة يعقوب الهامة حيث يخبرنا بزيارة بولس ليعقوب البار ليحدثه بحضور مشايخ الكنيسة بالأعمال التبشيرية التي قام بها في وقت لاحق. بالإضافة إلى ذلك فأن بولس الرسول في رسالته للغلاطيين وصف يعقوب بأنه أحد أعمدة الكنيسة مع بطرس ويوحنا ( غلاطية 2: 9).
وعن موته يخبرنا التقليد والتراث الكنسي بأنه بعد أن بقي أسقفا لأورشليم مدة ثلاثين عاماً ثارت عليه جماعة متزمتة من اليهود بقيادة رئيس الكهنة حنان وطلبوا منه أن يجحد إيمانه، حيث أصعدوه إلى جناح الهيكل في يوم عيد الفصح ليقول لجميع الشعب أن يسوع ليس الماشيح ولكنه صرخ مجاهراً بإيمانه بيسوع المسيح قائلاً : (ماذا تريدون إن تعلموا عن يسوع أنه جالس في السموات عن يمين قدرة أبيه وهو الذي سوف يأتي جالساً على سحاب السماء لكي يدين بالعدل كل المسكونة) فصرخ اليهود (لقد ضلّ البار هو أيضا) وألقوا به من السطح ولما رؤوا أنه لم يمت بعد هجم عليه أحدهم وضربه على رأسه بقطعة خشب فشجها وسقط قتيلاً عن عمر يناهز الـ 63. يعتقد أن تاريخ موته كان عام 62 م وبأنه دفن قرب الهيكل.

## يعقوب البار في كتب التراث
كتب أوسابيوس القيصري نقلا عن هجزيبس أن يعقوب كان مقدسا مذ كان في أحشاء أمه على غرار يوحنا المعمدان، وتحدث عنه إيرونيموس على أنه قدوة للمسيحيين في طهارة سيرته ونقاوة حياته والتزامه بواجبات الدين من صوم وعبادة وغيرها ويقول بأن يعقوب لما بلغه خبر موت المسيح أقسم بأن لا يتناول أي شيء من الطعام حتى يقوم يسوع من بين الأموات وفي يوم أحد القيامة ظهر له يسوع وأعطاه خبزاً وقال له (قُمْ كُلْ يا أخي فان ابن الإنسان قد قام).
ويعتقد البعض بأن يعقوب البار عاش بحسب منهاج جماعة الناصريين حيث لم يكن يأكل اللحم أو يشرب الخمر ولم يحلق شعره أو ذقنه أبداً.
وبحسب المؤرخ يوسيفس فأن دمار أورشليم عام 70 م بيد الرومان وما رافقه من ويلات على الشعب اليهودي كان عقوبة إلهية على جريمتهم بقتل يعقوب البار.
تنسب ليعقوب ليتورجية ( قداس القديس يعقوب أخي الرب) والتي يعتقد أنها أول ليتورجية مكتوبة للقداس المسيحي، وبرأي الباحثين فأنها كتبت في أواخر القرن الرابع وأوائل القرن الخامس. ويظن بأن هذه الليتورجيا كانت أساس قداس كل من القدّيسين باسيليوس الكبير ويوحنا الذهبي الفم.